# Copa Montevideo
La Copa Montevideo era una tradicional competencia internacional amistosa, disputada en Montevideo, Uruguay, durante el verano (meses de enero y febrero). 
Las dos primeras ediciones (1953 y 1954) fueran organizadas directamente por los 2 grandes equipos del país, Nacional y Peñarol, que participaban siempre en este evento deportivo. Después de 15 años de pausa, la Copa Montevideo se reanudó en enero de 1969, bajo la organización del empresario argentino Samuel Ratinoff, responsable de certámenes similares en Santiago de Chile y Mar del Plata.
Todas las ediciones no se consideran competiciones oficiales pero, especialmente las dos primeras ediciones (1953 y 1954) se disputaron con un carácter no amistoso y son retenidos por algunos como un precursor del actual mundial de clubes y junto con la Copa Rio Internacional uno de los torneos más importantes de la década. La competición reunía a los equipos más importantes del momento de América del Sur y algunos clubes europeos (no entre los más famosos). Aunque debería haber sido un evento deportivo amistoso, la indisciplina resultó un punto característico de la Copa Montevideo a lo largo de casi todas sus ediciones. En aquel 1953, Botafogo recibió duras críticas por su juego “sucio y desleal”, y la completó al no presentarse al último encuentro, ante Peñarol.

## Sistema de competición
El sistema de competición es el de formato de liga (todos contra todos). En las ediciones de 1953 y 1954 contó con 8 participantes, mientras que en las ediciones restantes formaron parte 6 equipos.

## Campeonatos
| Año           | Campeón            | Subcampeón                     | Tercer lugar              | Cuarto lugar           |
| ------------- | ------------------ | ------------------------------ | ------------------------- | ---------------------- |
| 1953 Detalles | Nacional · Uruguay | Botafogo · Brasil              | Peñarol · Uruguay         | First Vienna · Austria |
| 1954 Detalles | Peñarol · Uruguay  | Nacional · Uruguay             | Fluminense · Brasil       | Alianza Lima · Perú    |
| 1969 Detalles | Nacional · Uruguay | Slovan Bratislava · Eslovaquia | Vélez Sarsfield Argentina | Peñarol · Uruguay      |
| 1970 Detalles | Nacional · Uruguay | Peñarol · Uruguay              | San Lorenzo Argentina     | Corinthians · Brasil   |
| 1971 Detalles | Peñarol · Uruguay  | Nacional · Uruguay             | San Lorenzo Argentina     | Cruzeiro · Brasil      |
| 1978 Detalles | Nacional · Uruguay | Peñarol · Uruguay              | River Plate Argentina     | Boca Juniors Argentina |

## Títulos por equipo
| Selección         | Campeón                   | Subcampeón     | Tercer puesto  | Cuarto puesto |
| ----------------- | ------------------------- | -------------- | -------------- | ------------- |
| Nacional          | 4 (1953, 1969, 1970 1978) | 2 (1954, 1971) |                |               |
| Peñarol           | 2 (1954, 1971)            | 2 (1970, 1978) | 1 (1953)       | 1 (1969)      |
| Botafogo          |                           | 1 (1953)       |                |               |
| Slovan Bratislava |                           | 1 (1969)       |                |               |
| San Lorenzo       |                           |                | 2 (1970, 1971) |               |
| Fluminense        |                           |                | 1 (1954)       |               |
| Vélez Sarsfield   |                           |                | 1 (1969)       |               |
| River Plate       |                           |                | 1 (1978)       |               |
| First Vienna      |                           |                |                | 1 (1953)      |
| Alianza Lima      |                           |                |                | 1 (1954)      |
| Corinthians       |                           |                |                | 1 (1970)      |
| Cruzeiro          |                           |                |                | 1 (1971)      |
| Boca Juniors      |                           |                |                | 1 (1978)      |

## Clasificación histórica de puntos
| Pos. | Equipos           |  | PJ | PG | PE | PP | GF | GC | Dif. | Puntos |
| ---- | ----------------- |  | -- | -- | -- | -- | -- | -- | ---- | ------ |
| 1    | Nacional          |  | 29 | 21 | 5  | 3  | 76 | 34 | +42  | 47     |
| 2    | Peñarol           |  | 29 | 20 | 3  | 6  | 69 | 30 | +39  | 43     |
| 3    | Fluminense        |  | 14 | 5  | 4  | 5  | 24 | 17 | +7   | 14     |
| 4    | San Lorenzo       |  | 10 | 5  | 2  | 3  | 26 | 24 | +2   | 12     |
| 5    | Botafogo          |  | 7  | 5  | 1  | 1  | 14 | 5  | +9   | 11     |
| 6    | Vélez Sarsfield   |  | 9  | 4  | 1  | 4  | 16 | 20 | -4   | 9      |
| 7    | First Vienna      |  | 7  | 3  | 1  | 3  | 13 | 12 | +1   | 7      |
| 8    | Slovan Bratislava |  | 5  | 3  | 1  | 1  | 9  | 8  | +1   | 7      |
| 9    | Alianza Lima      |  | 7  | 3  | 1  | 3  | 12 | 16 | -4   | 7      |
| 10   | Rapid Viena       |  | 7  | 3  | 0  | 4  | 10 | 12 | -2   | 6      |
| 11   | Cruzeiro          |  | 5  | 2  | 1  | 2  | 13 | 9  | +4   | 5      |
| 12   | Corinthians       |  | 5  | 1  | 2  | 2  | 7  | 5  | +2   | 4      |
| 13   | River Plate       |  | 5  | 2  | 0  | 3  | 11 | 15 | -4   | 4      |
| 14   | Dinamo Zagreb     |  | 7  | 1  | 2  | 4  | 6  | 10 | -4   | 4      |
| 15   | America           |  | 7  | 2  | 0  | 5  | 9  | 15 | -6   | 4      |
| 16   | Norrköping        |  | 7  | 2  | 0  | 5  | 5  | 11 | -6   | 4      |
| 17   | Torpedo Moscú     |  | 5  | 1  | 1  | 3  | 6  | 10 | -4   | 3      |
| 18   | Colo-Colo         |  | 7  | 1  | 1  | 5  | 11 | 20 | -9   | 3      |
| 19   | Sportivo Luqueño  |  | 7  | 1  | 1  | 5  | 8  | 27 | -19  | 3      |
| 20   | Independiente     |  | 4  | 1  | 0  | 3  | 7  | 10 | -3   | 2      |
| 21   | Presidente Hayes  |  | 7  | 0  | 1  | 6  | 4  | 18 | -14  | 1      |
| 22   | Boca Juniors      |  | 3  | 0  | 0  | 3  | 1  | 6  | -5   | 0      |
| 23   | Inter Bratislava  |  | 5  | 0  | 0  | 5  | 6  | 16 | -10  | 0      |
| 24   | Estrella Roja     |  | 5  | 0  | 0  | 5  | 3  | 19 | -16  | 0      |